# عشتروت
عَشتَروت یا اشتاروت  ایزدبانوی فنیقی باروری و زیبایی است.

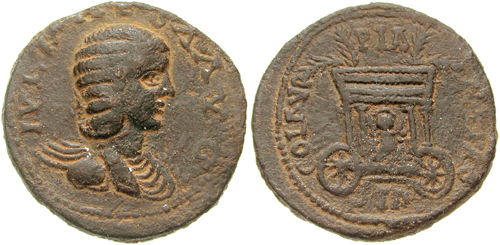
نقش عشتروت و ارابه‌اش بر روی سکه‌ای از صیدا.

برخی او را همتراز با ایشتار بابلی‌ها و برخی او را برابر با آرتمیس و آفرودیته می‌دانند.

## ریشه‌شناسی
شکل زبان نیاسامی نام این الهه، «عَشتَرَت» یا «عَثتَرت» بوده است. در حالی که پژوهش‌های قدیمی‌تر بر این باور بودند که نام عشترت با افزودن پسوند مؤنث زبان‌های آفروآسیایی «ت» به نام ایزد مذکر «عَثتَر» ساخته شده است، دیدگاه‌های جدیدتر این دو نام عثتر و عثترت را از نظر ریشه‌شناسی به‌هم مرتبط می‌دانند، هرچند رابطهٔ دقیق میان آن‌ها هنوز نامشخص است. خود معنی نام‌های عثتر و عثترت نیز همچنان روشن نیست.
تلفظ عبری متن ماسورتی از این نام به‌صورت «عَشتورِت» محل اختلاف است: بیشتر پژوهشگران آن را تحمیل ساختگی واکه‌های واژهٔ عبری «بوشِت» (شرم) بر صامت‌های نام اصلی می‌دانند. برخی دیگر نیز این تلفظ را ناشی از دگرگونی آوایی کنعانی از /ā/ به /ō/ می‌دانند (گرچه رخ دادن این دگرگونی در این جایگاه خاص، غیرمنتظره است)، یا با فرض وجود شکل قدیمی‌تر ʿAštārit، آن را نمونه‌ای از دگرگونی معمول -ā(r)i- به -ō(r)ē- تلقی می‌کنند.

## نمای کلی
در فرهنگ‌های گوناگون، عشترت با ترکیبی از حوزه‌های جنگ، شهوت، قدرت سلطنتی، زیبایی، شفا و شکار (به‌ویژه در اوگاریت و امار) مرتبط بود؛ با این حال برخلاف دیدگاه‌های پژوهش‌های اولیه، منابع موجود نشان نمی‌دهند که او الههٔ باروری نیز بوده است. نماد عشترت، شیر بود، و او اغلب با اسب و به‌تبع آن ارابه نیز پیوند داشت. همچنین کبوتر نیز ممکن است نماد او بوده باشد، همان‌طور که برخی مهرهای استوانه‌ای عصر برنز نشان می‌دهند. تنها تصاویری که با اطمینان کامل به عشترت نسبت داده شده‌اند، تصاویری هستند که او را به‌عنوان رزمنده‌ای سوار بر اسب یا در ارابه به تصویر می‌کشند. هرچند بسیاری از نویسندگان گذشته گفته‌اند که او با ستارهٔ بامدادی و شامگاهی (سیاره زهره) یکی شده بوده، اما این موضوع که عشترت در اوگاریت و امار دارای ویژگی آسمانی یا اخترشناختی بوده مورد تردید قرار گرفته است. فهرست‌های خدایان به‌دست‌آمده از اوگاریت و دیگر شهرهای مهم سوریه در عصر برنز، عشترت را همتای الههٔ آشوری-بابلی ایشتار، و همچنین الهه‌های شبیه به ایشتار در آیین هوری، یعنی ایشارا (احتمالاً در جنبهٔ «بانوی عشق») و شائوشکا می‌دانستند؛ در برخی شهرها، شکل غربی نام عشترت و شکل شرقی ایشتار کاملاً به‌جای یکدیگر به‌کار می‌رفتند.
در دوره‌های بعد، عشترت در سوریه و کنعان پرستیده می‌شد. پرستش او به قبرس نیز گسترش یافت، جایی که احتمالاً با الهه‌ای بومی باستانی قبرس درهم‌آمیخته شد. این الههٔ ترکیبی قبرسی ممکن است در دوران میسنی‌ و عصر تاریک یونان وارد نظام خدایان یونانی شده و شکل‌گیری الههٔ آفرودیته را موجب شده باشد. با این حال، نظریه‌ای که امروزه کهنه و منسوخ به شمار می‌آید، مطرح می‌کرد که شخصیت عشترت در اصل کمتر شهوانی و بیشتر جنگجو بوده است، شاید به دلیل تأثیرپذیری از الههٔ کنعانی آنات؛ و در نتیجه، این ایشتار بوده که به‌طور مستقیم‌تر پیش‌زمینهٔ الههٔ قبرسی و سپس آفرودیته را شکل داده، نه عشترت. اما شواهد به‌دست‌آمده از فینیقیه در عصر آهن نشان می‌دهد که عشترت به‌تدریج به الهه‌ای با جنبه‌های شهوانی‌تر تبدیل شد، برخلاف پرستش اولیه‌اش در اوگاریت و سوریه در عصر برنز. در عین حال، نخستین نشانه‌های حضور آفرودیته نیز چهره‌ای جنگجوتر را از او نشان می‌دهند.
یونانیان در دوران کلاسیک، هلنیستی و رومی گاهی آفرودیته را با عشترت و بسیاری از الهه‌های خاور نزدیک یکی می‌دانستند، که با سنت رایج آن‌ها در یکی‌انگاری و هم‌ترازی خدایان بیگانه با خدایان خودشان، سنکریتیسم، هماهنگ بود. همچنین برخی جنبه‌های دیگر خدایان یونانی — مانند آرتمیس آستراتئا — به‌گمان برخی پژوهشگران، به‌شدت تحت تأثیر عشترت بوده‌اند. مراکز اصلی پرستش عشترت در عصر آهن، شهر-دولت‌های فینیقی مانند صیدون، صور و جبیل بودند. سکه‌هایی از صیدون تصویر ارابه‌ای را نشان می‌دهند که در آن کره‌ای دیده می‌شود که احتمالاً نماد سنگ مقدسی مربوط به عشترت است. گفته می‌شود: «او اغلب روی سکه‌های صیدونی به‌شکل زنی ایستاده بر دماغهٔ کشتی، با حالتی متمایل به جلو و دستی درازشده به جلو، نقش شده است؛ که الهام‌بخش اولیهٔ تمام تندیس‌های جلوی کشتی‌های بادبانی بوده است». در صیدون، عشترت معبدی را با خدای درمانگر اشمون شریک بود. سکه‌هایی از بیروت نیز پوزئیدون، عشترت و اشمون را در کنار هم به‌عنوان خدایان پرستش‌شده نشان می‌دهند.
دیگر مکان‌های مهمی که عشترت به‌دست دریانوردان و مهاجران فینیقی به آن‌ها معرفی شد، شامل کیثیرا، مالت و اریس در سیسیل بود؛ از همین منطقهٔ سیسیل بود که رومیان او را با نام ونوس اریکینا شناختند. سه کتیبه از لوح‌های پیرگی مربوط به حدود سال ۵۰۰ پیش از میلاد، که در نزدیکی شهر کائره در ناحیهٔ اتروریا (اتوریا) یافت شده‌اند، به ساخت زیارتگاهی برای عشترت در معبد الههٔ محلی یونی-استره (𐌔𐌄𐌓𐌕𐌔𐌀𐌋𐌀𐌉𐌍𐌖) اشاره دارند. در کارتاژ، عشترت در کنار الههٔ دیگر یعنی تانیت پرستیده می‌شد و نام او اغلب به‌صورت جزئی الهی (تئوفوریک) در نام‌های شخصی مردم دیده می‌شود.

## نماد‌‌شناسی
تصویرپردازی‌های نمادین از عشترت که شباهت زیادی به تانیت دارد اغلب او را برهنه و در حضور شیرها نشان می‌دهند؛ شیرها و برهنگی به‌ترتیب نماد جنگ و جنسیت هستند. در برخی نقش‌ها، عشترت بال‌دار است، تاجی از قرص خورشید و هلال ماه بر سر دارد، و شیرهایش یا به‌ حالت تسلیم در پای او افتاده‌اند یا زیر پایش هستند. علاوه بر شیر، عشترت با نمادهایی مانند کبوتر و زنبور نیز پیوند دارد، و همچنین با گیاهانی چون نخل و گل لوتوس هم مرتبط دانسته شده است.
یک نقش‌مایه‌ی خاص هنری، عشترت را با ائوروپه یکی می‌گیرد و او را در حال سوار بودن بر گاوی نشان می‌دهد که نماد خدای همراهش است. به‌همین‌گونه، پس از گسترش پرستش عشترت در مصر، او را اغلب با ارابه جنگی رع یا حوروس مرتبط می‌دانستند، و همچنین با نوعی سلاح به نام تبر هلالی. در فرهنگ ایبری، برخی پژوهشگران پیشنهاد داده‌اند که پیکره‌های بومی مانند مجسمه‌های بازار، التشه یا تپه‌ی سانتوس، بازنمایی محلی‌شده‌ای از عشترت یا تانیت باشند.
در برخی تصویرسازی‌ها، عشترت با ویژگی‌هایی میان‌جنسی، آندروجین، مانند ریش به‌تصویر کشیده شده است. در چندین نمونه از پیکره‌های ستونی یهودا نیز، پیکره‌ای زنانه با سینه و ریش دیده می‌شود که دیسک خورشیدی را در دست دارد و گمان می‌رود که نمایانگر عشترت باشد.

## گواهی‌ها

### اوگاریت
در اوگاریت، شکل محلی عشترت با نام «عشترتو» (اوگاریتی: 𐎓𐎘𐎚𐎗𐎚) هیچ‌گونه ویژگی اخترشناختی یا ارتباطی با خدای مذکر «عثتر» نداشت. او نقش چندانی در متون اسطوره‌ای ایفا نمی‌کرد، اما در متون آیینی و اداری اوگاریتی به‌کرات ذکر شده است؛ که این نشان می‌دهد او برای نهاد پادشاهی اهمیت ویژه‌ای داشته است.
در اوگاریت، عشترتو با الهه آنات مرتبط بود و معمولاً نام آنات پیش از عشترتو می‌آمد. این دو الهه اغلب از طریق موازات شاعرانه به یکدیگر پیوند داده می‌شدند. هر دو الهه دارای ویژگی‌های مشترکی چون زیبایی بی‌نقص بودند؛ ویژگی‌ای که خدایان جوان را مشخص می‌کرد. در متن KTU 1.13 III، انسان زنی به نام حوریا با این دو الهه مقایسه شده است و از عبارت زیر برای توصیف او استفاده شده:
«که دلربایی‌اش چون دلربایی آنات است، و زیبایی‌اش چون زیبایی عشترتو است».
ویژگی دیگری که آنات و عشترتو هر دو داشتند، علاقه آن‌ها به جنگ بود و کنار هم قرار گرفتنشان به دلیل نقش مشترکشان به عنوان شکارچیان زیبا و الهه‌های جنگجو بود. با این حال، عشترتو اوگاریتی هنوز ویژگی‌های شهوانی عشترت کنعانی متأخر را نداشت. احتمالاً به دلیل نقش او به‌عنوان الههٔ جنگ، عشترتو گاهی در متون اوگاریتی در کنار خدای رشف ذکر می‌شد؛ مانند اسناد اداری، که در آن‌ها کوزه‌های شراب برای معابد عترتو و رشف به‌صورت متوالی آمده‌اند، همان‌طور که در متن KTU 4.219 دیده می‌شود، و همچنین در متن KTU 1.91 که از «راشفوما» (به معنی «رشف‌ها» در حالت جمع) یاد شده است. افزون بر این، حیوان نمادین رشف، شیر نر بود؛ که با شیر ماده، نماد الههٔ جنگجوی عترتو، هم‌ارز در نظر گرفته می‌شد.